# Leihvertrag
Ein Leihvertrag liegt vor, wenn eine Sache unentgeltlich zum Gebrauch auf Zeit überlassen wird (deutsches Recht: §§ 598 ff. BGB, österreichisches Recht: §§ 971 ff. ABGB, Schweizer Recht: Art. 305–311 OR). 
Umgangssprachlich findet der Begriff der Leihe jedoch auch bei der Vermietung gegen Entgelt Verwendung, zum Beispiel beim Leihwagen, dem „Video-Verleih“, „Boots-Verleih“, „Fahrrad-Verleih“.

## Geschichte
Im römischen Recht war der Leihvertrag als commodatum bekannt. Ulpian lieferte in den Digesten die Definition, die folgendermaßen übersetzt werden kann: Wer schenkt, gibt so, dass er nicht zurückerhält.

„Qui donat sic dat ne recipiat“

Das commodatum war ein Realkontrakt, kam also durch Hingabe der Sache zustande. Es war keine Übergabe im eigentumsrechtlichen Sinne, weshalb mit Hingabe stets die Rückgabe derselben Sache geschuldet war. Der Entleiher war bloßer Inhaber (detentor), er durfte auf keinen Besitzschutz vertrauen (vgl. auch precarium). Dem Verleiher standen nach Ende der Leihfrist Ansprüche auf Rückgabe aus der actio commodati directa zu, der Entleiher konnte sich gegebenenfalls mit der actio commodati contraria wehren. Letzterer haftete auch für den unverschuldeten (zufälligen) Untergang der Sache und den vertragswidrigen Gebrauch – hier konnte sogar eine Pönalstrafe aus furtum resultieren. Verwendungen auf die Sache durften vom Entleiher geltend gemacht werden, wenn ihm diese in einem mangelhaften Zustand übergeben worden war, die üblichen Kosten hatte er hingegen zu tragen.

## Rechtslage in einzelnen Staaten

### Schweiz
In der Schweiz ist die Gebrauchsleihe in den Artikeln 305 bis 311 des Obligationenrechts geregelt. Die Leihe ist unentgeltlich, und die Entleiher haften für die üblichen Kosten, die bei der Erhaltung der Sache anfallen. Für außerordentliche Aufwendungen, die im Interesse des Verleihers notwendig sind, kommt der Verleiher auf. Alle Entleiher derselben Sache haften für die Kosten solidarisch. Im Übrigen gilt das Haftpflichtrecht.
Die Leihe endet:
- durch eine vereinbarte Frist
- durch eine Verletzung des Leihvertrages
- durch das Überlassen der Sache an eine Drittperson
- wenn der Verleiher, wegen unvorhergesehener Umstände, die Sache dringend benötigt
- durch den Tod des Entleihers

Ist eine Leihdauer nicht definiert, kann der Verleiher die Sache nach Belieben zurückfordern.